# Hüseyin Avni Mutlu

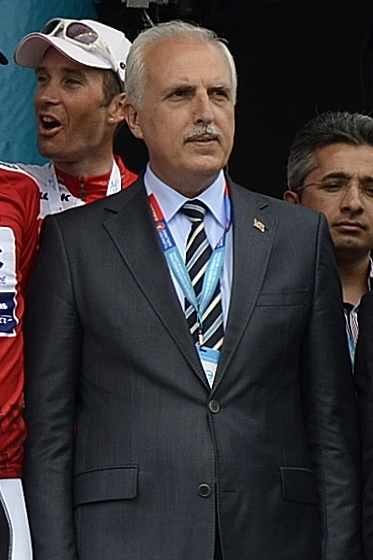
Hüseyin Avni Mutlu

Hüseyin Avni Mutlu (* 1956 in Fındıklı, Türkei) ist ein ehemaliger türkischer Bürokrat. Er war von 2010 bis 2014 Gouverneur (Vali) der Provinz Istanbul.
Mutlu kam als mittleres von fünf Kindern zur Welt. 1971 zog die Familie von Fındıklı nach İvrindi. Das Gymnasium besuchte Mutlu in İzmit. Anschließend arbeitete Mutlu in der Buchhaltung einer Firma. Drei Jahre später nahm Mutlu ein Jurastudium in Istanbul auf. Im Jahr 1985 trat er in den Staatsdienst ein und wurde Kaymakam-Anwärter. Er arbeitete in verschiedenen Landkreisen als stellvertretender Kaymakam. 1994 wurde Mutlu dann zum stellvertretenden Vali von Şırnak befördert. Von 2005 bis 2007 war Mutlu dann erstmals Vali in Siirt und anschließend bis 2010 Vali von Diyarbakır. Er wurde im Mai 2010 zum Vali Istanbuls ernannt.
Während der Proteste in der Türkei 2013 erklärte er, die gegen die Demonstranten eingesetzten Wasserwerfer versprühten nicht mit Chemikalien, sondern mit Wirkstoffen versetztes Wasser, dem sich die Demonstranten schließlich freiwillig aussetzen würden.
Im September 2014 wurde Mutlu durch Vasip Şahın im Amt abgelöst und nach Ankara berufen, wo er – wie häufig der Fall – als sogenannter „Zentralgouverneur“ Rang und Gehalt behielt, aber keinen aktives Amt ausübte. Im Zusammenhang mit den Untersuchungen zum Putschversuch 2016 wurde er am 19. Juli 2016 wie Tausende andere Beamte suspendiert und am 26. Juli festgenommen. Im August 2016 kam Mutlu in Untersuchungshaft und wurde Mitte 2017 formal aus dem Staatsdienst entfernt. Im Februar 2018 wurde er wegen Unterstützung der in der Türkei als terroristisch eingestuften Gülen-Organisation zu einer Haftstrafe von drei Jahren, einem Monat und 15 Tagen verurteilt. Das Gericht erachtete es als erwiesen, dass Mutlu der Organisation "willentlich und absichtlich" geholfen habe, ohne dieser als Mitglied anzugehören. In Anbetracht der anderthalb Jahre, die Mutlu in Haft verbracht hatte, wurde er mit der Urteilsverkündigung aus dem Gefängnis Silivri entlassen.